# Ariel Simmons
Ariel "Ari" Simmons (6 december 1996) is een Amerikaans schermer die actief is in de degen-categorie. 

## Biografie
Simmons begon op 10-jarige leeftijd met schermen bij de "Alliance Fencing Academy of Houston and The Woodlands". In 2013 werd hij op 16-jarige leeftijd wereldkampioen bij de cadetten in het individuele degen-evenement. Op de Pan-Amerikaanse kampioenschappen in 2015 behaalde hij een gouden medaille met het Amerikaanse team.

## Palmares
- Wereldkampioenschappen schermen voor cadetten
  - 2013:  - degen individueel

- Pan-Amerikaanse kampioenschappen schermen
  - 2015:  - degen team

## Wereldranglijst
Degen
| Jaar   | 2015 |
| ------ | ---- |
| Plaats | 79   |